# Campeonato Mundial de Ginástica Acrobática de 1986
O 7º Campeonato Mundial de Ginástica Acrobática foi organizado pela Federação Internacional de Ginástica nos dias 27 a 29 de novembro de 1986, em Rennes, na França. Foram disputados 21 eventos nas categorias feminino, masculino e misto.

## Resultados

### Saltos acrobáticos masculinos
Os resultados finais foram os seguintes.
Geral
| Posição           | Ginasta         | Nacionalidade   | Pontos |
| ----------------- | --------------- | --------------- | ------ |
| Medalha de ouro   | Igor Brikman    | União Soviética | 29.49  |
| Medalha de prata  | Andrzej Garstka | Polónia         | 29.06  |
| Medalha de bronze | Chade Fox       | Estados Unidos  | 28.93  |

Primeiro exercício
| Posição           | Ginasta         | Nacionalidade   | Pontos |
| ----------------- | --------------- | --------------- | ------ |
| Medalha de ouro   | Igor Brikman    | União Soviética | 19.46  |
| Medalha de ouro   | Andrzej Garstka | Polónia         | 19.46  |
| Medalha de prata  | Chade Fox       | Estados Unidos  | 19.33  |
| Medalha de bronze | Ian Matheus     | Grã-Bretanha    | 19.16  |

Segundo exercício
| Posição           | Ginasta      | Nacionalidade   | Pontos |
| ----------------- | ------------ | --------------- | ------ |
| Medalha de ouro   | Igor Brikman | União Soviética | 19.75  |
| Medalha de prata  | Ian Matheus  | Grã-Bretanha    | 19.40  |
| Medalha de prata  | Shao Chunhua | China           | 19.40  |
| Medalha de bronze | Chade Fox    | Estados Unidos  | 19.20  |

### Pares masculinos
Os resultados finais foram os seguintes.
Geral
| Posição           | Equipe                             | Nacionalidade   | Pontos |
| ----------------- | ---------------------------------- | --------------- | ------ |
| Medalha de ouro   | Sergey Chizhevsky, Valery Lyapunov | União Soviética | 29.52  |
| Medalha de prata  | Su Hong, Hu Bingchen               | China           | 29.39  |
| Medalha de bronze | Dimitar Dimitrov, Dilian Karadzhev | Bulgária        | 29.29  |

Primeiro exercício
| Posição           | Equipe                             | Nacionalidade   | Pontos |
| ----------------- | ---------------------------------- | --------------- | ------ |
| Medalha de ouro   | Sergey Chizhevsky, Valery Lyapunov | União Soviética | 19.92  |
| Medalha de prata  | Su Hong, Hu Bingchen               | China           | 19.66  |
| Medalha de bronze | Dimitar Dimitrov, Dilian Karadzhev | Bulgária        | 19.53  |

Segundo exercício
| Posição           | Equipe                             | Nacionalidade      | Pontos |
| ----------------- | ---------------------------------- | ------------------ | ------ |
| Medalha de ouro   | Sergey Chizhevsky, Valery Lyapunov | União Soviética    | 19.60  |
| Medalha de prata  | Dimitar Dimitrov, Dilian Karadzhev | Bulgária           | 19.56  |
| Medalha de bronze | Robert Ilg, Alexander Grasman      | Alemanha Ocidental | 18.36  |

### Grupo masculino
Os resultados finais foram os seguintes.
Geral
| Posição           | Equipe                                                             | Nacionalidade   | Pontos |
| ----------------- | ------------------------------------------------------------------ | --------------- | ------ |
| Medalha de ouro   | Viktor Kuralesov, Viktor Bystrov, Vladimir Simonov, Kapiz Izmailov | União Soviética | 29.62  |
| Medalha de prata  | Wang Pei, Zhao Zhi, Wang Liyon, Zhou Huangbiao                     | China           | 29.49  |
| Medalha de bronze | Milen Dachev, Georgi Tsonev, Lyudmil Yanev, Stefan Georgiev        | Bulgária        | 28.40  |

Primeiro exercício
| Posição           | Equipe                                                             | Nacionalidade   | Pontos |
| ----------------- | ------------------------------------------------------------------ | --------------- | ------ |
| Medalha de ouro   | Viktor Kuralesov, Viktor Bystrov, Vladimir Simonov, Kapiz Izmailov | União Soviética | 19.76  |
| Medalha de prata  | Milen Dachev, Georgi Tsonev, Lyudmil Yanev, Stefan Georgiev        | Bulgária        | 19.63  |
| Medalha de bronze | Wang Pei, Zhao Zhi, Wang Liyon, Zhou Huangbiao                     | China           | 19.60  |

Segundo exercício
| Posição           | Equipe                                                             | Nacionalidade      | Pontos |
| ----------------- | ------------------------------------------------------------------ | ------------------ | ------ |
| Medalha de ouro   | Viktor Kuralesov, Viktor Bystrov, Vladimir Simonov, Kapiz Izmailov | União Soviética    | 19.80  |
| Medalha de prata  | Wang Pei, Zhao Zhi, Wang Liyon, Zhou Huangbiao                     | China              | 19.73  |
| Medalha de bronze | Arndt Huppert, Stefan Hofmann, Peter Schmidt, Lutz Hilker          | Alemanha Ocidental | 18.96  |

### Saltos acrobáticos femininos
Os resultados finais foram os seguintes.
Geral
| Posição           | Ginasta          | Nacionalidade   | Pontos |
| ----------------- | ---------------- | --------------- | ------ |
| Medalha de ouro   | Huang Ruifen     | China           | 28.99  |
| Medalha de prata  | Lyudmila Gromova | União Soviética | 28.86  |
| Medalha de bronze | Vânia Dmitrova   | Bulgária        | 28.70  |

Primeiro exercício
| Posição           | Ginasta          | Nacionalidade   | Pontos |
| ----------------- | ---------------- | --------------- | ------ |
| Medalha de ouro   | Lyudmila Gromova | União Soviética | 1946   |
| Medalha de prata  | Huang Ruifen     | China           | 19.39  |
| Medalha de bronze | Jill Hollembeck  | Estados Unidos  | 19.20  |

Segundo exercício
| Posição           | Ginasta          | Nacionalidade   | Pontos |
| ----------------- | ---------------- | --------------- | ------ |
| Medalha de ouro   | Huang Ruifen     | China           | 19.53  |
| Medalha de ouro   | Lyudmila Gromova | União Soviética | 19.53  |
| Medalha de prata  | Vânia Dmitrova   | Bulgária        | 19.40  |
| Medalha de bronze | Isabelle Jagueux | França          | 19.16  |

### Pares femininos
Os resultados finais foram os seguintes.
Geral
| Posição           | Equipe                                  | Nacionalidade   | Pontos |
| ----------------- | --------------------------------------- | --------------- | ------ |
| Medalha de ouro   | Silvia Kostova, Irena Bakalova          | Bulgária        | 29.43  |
| Medalha de prata  | Anastasia Babanina, Svetlana Bezruchko  | União Soviética | 29.13  |
| Medalha de bronze | Malgorzata Glusczak, Magda Krzyzanowska | Polónia         | 29.00  |

Primeiro exercício
| Posição           | Equipe                                  | Nacionalidade   | Pontos |
| ----------------- | --------------------------------------- | --------------- | ------ |
| Medalha de ouro   | Silvia Kostova, Irena Bakalova          | Bulgária        | 19.80  |
| Medalha de prata  | Anastasia Babanina, Svetlana Bezruchko  | União Soviética | 19.60  |
| Medalha de bronze | Malgorzata Glusczak, Magda Krzyzanowska | Polónia         | 19.40  |
| Medalha de bronze | Liu Yin, Wang Yin                       | Polónia         | 19.40  |

Segundo exercício
| Posição           | Equipe                                  | Nacionalidade   | Pontos |
| ----------------- | --------------------------------------- | --------------- | ------ |
| Medalha de ouro   | Malgorzata Glusczak, Magda Krzyzanowska | Polónia         | 19.50  |
| Medalha de ouro   | Silvia Kostova, Irena Bakalova          | Bulgária        | 19.50  |
| Medalha de ouro   | Anastasia Babanina, Svetlana Bezruchko  | União Soviética | 19.50  |
| Medalha de prata  | Liu Yin, Wang Yin                       | China           | 19.50  |
| Medalha de prata  | Grilo. Borman, Tammy Blalock            | Estados Unidos  | 19.30  |
| Medalha de bronze | Alison Taut, Angelique Boultwood        | Grã-Bretanha    | 19.16  |

### Grupo feminino
Os resultados finais foram os seguintes.
Geral
| Posição           | Equipe                                                         | Nacionalidade | Pontos |
| ----------------- | -------------------------------------------------------------- | ------------- | ------ |
| Medalha de ouro   | Lyubov Cholakova, Sonya Angelova, Lyudmila Krasteva            | Bulgária      | 29.43  |
| Medalha de ouro   | Yan Wenzhen, Yang Fuping, Gui Yu                               | China         | 29.33  |
| Medalha de bronze | Danu Chvalbogovskaya, Boguslava Wyzykowska, Bozena. Kudelskaia | Polónia       | 29.10  |

Primeiro exercício
| Posição           | Equipe                                                         | Nacionalidade | Pontos |
| ----------------- | -------------------------------------------------------------- | ------------- | ------ |
| Medalha de ouro   | Lyubov Cholakova, Sonya Angelova, Lyudmila Krasteva            | Bulgária      | 19.73  |
| Medalha de bronze | Danu Chvalbogovskaya, Boguslava Wyzykowska, Bozena. Kudelskaia | Polónia       | 19.43  |
| Medalha de ouro   | Yan Wenzhen, Yang Fuping, Gui Yu                               | China         | 18.63  |

Segundo exercício
| Posição           | Equipe                                                         | Nacionalidade      | Pontos |
| ----------------- | -------------------------------------------------------------- | ------------------ | ------ |
| Medalha de ouro   | Lyubov Cholakova, Sonya Angelova, Lyudmila Krasteva            | Bulgária           | 19.63  |
| Medalha de ouro   | Yan Wenzhen, Yang Fuping, Gui Yu                               | China              | 19.63  |
| Medalha de prata  | Danu Chvalbogovskaya, Boguslava Wyzykowska, Bozena. Kudelskaia | Polónia            | 19.43  |
| Medalha de prata  | Elena Korneva, Olga Solotskaya, Elena Melnikova                | União Soviética    | 19.43  |
| Medalha de bronze | Claudia Weiskirchner, Christina Wolf, Annegret Wolf            | Alemanha Ocidental | 18.60  |

### Pares mistos
Os resultados finais foram os seguintes.
Geral
| Posição           | Equipe                          | Nacionalidade   | Pontos |
| ----------------- | ------------------------------- | --------------- | ------ |
| Medalha de ouro   | Nelly Miller, Evgeniy Marchenko | União Soviética | 29.70  |
| Medalha de prata  | Rosa Pencheva, Emil Krastev     | Bulgária        | 29.48  |
| Medalha de bronze | Mao Heihua, Siu Ligang          | China           | 29.22  |

Primeiro exercício
| Posição           | Equipe                          | Nacionalidade   | Pontos |
| ----------------- | ------------------------------- | --------------- | ------ |
| Medalha de ouro   | Rosa Pencheva, Emil Krastev     | Bulgária        | 19.76  |
| Medalha de prata  | Nelly Miller, Evgeniy Marchenko | União Soviética | 19.73  |
| Medalha de bronze | Mao Heihua, Siu Ligang          | China           | 19.53  |

Segundo exercício
| Posição          | Equipe                               | Nacionalidade   | Pontos |
| ---------------- | ------------------------------------ | --------------- | ------ |
| Medalha de ouro  | Nelly Miller, Evgeniy Marchenko      | União Soviética | 19.89  |
| Medalha de prata | Rosa Pencheva, Emil Krastev          | Bulgária        | 19.56  |
| Medalha de prata | Mao Heihua, Siu Ligang               | China           | 19.56  |
| Medalha de prata | Teresa Korzeniak, Krzysztof Murawski | Polónia         | 19.33  |